# Batalion Obrony Państwa
Batalion Obrony Państwa – rosyjska jednostka organizacyjna wojska okresu wojny domowej w Rosji. Jej dowódcą był zastępca ministra spraw wewnętrznych i eserowiec Rogowski.
Batalion ten miał wspierać Dyrektoriat Kołczaka, jednak podczas zamachu stanu został otoczony i rozbrojony.

## Literatura
- Geoffrey Swain, Wojna domowa w Rosji, Warszawa 2000.